# Phengodes fusciceps
Phengodes fusciceps là một loài bọ cánh cứng trong họ Phengodidae. Loài này được LeConte miêu tả khoa học năm 1861.